# Rawle Alkins
Rawle Prince Alkins (ur. 29 października 1997 w Nowym Jorku) – amerykański koszykarz, występujący na pozycjach rozgrywającego lub rzucającego obrońcy.
W 2014 zdobył srebrny medal podczas turnieju Adidas Nations, natomiast rok później złoty, uzyskując przy okazji tytuł MVP imprezy. W 2016 wystąpił też w turnieju Adidas Nations Counselors.
W 2018 podczas letniej ligi NBA, w Las Vegas, reprezentował Toronto Raptors.
4 grudnia 2020 został zawodnikiem New Orleans Pelicans. 19 grudnia opuścił klub.

## Osiągnięcia
Stan na 20 grudnia 2020, na podstawie, o ile nie zaznaczono inaczej.
NCAA
- Uczestnik rozgrywek:
  - Sweet 16 turnieju NCAA (2017)
  - turnieju NCAA (2017, 2018)
- Mistrz:
  - turnieju konferencji Pac-12 (2017, 2018)
  - sezonu regularnego Pac-12 (2017, 2018)
- Zaliczony do:
  - I składu najlepszych pierwszorocznych zawodników Pac-12 (2017)
  - składu honorable mention All-Pac-12 (2018)